# Sarcophaga armenica
Sarcophaga armenica är en tvåvingeart som först beskrevs av Boris Borisovitsch Rohdendorf 1937.  Sarcophaga armenica ingår i släktet Sarcophaga och familjen köttflugor.
Artens utbredningsområde är Armenien. Inga underarter finns listade i Catalogue of Life.